# Shake Your Head
352/5000 
"Shake your head" é uma música da banda Was (Not Was). Foi originalmente lançado em 1983 no álbum Born to Laugh at Tornadoes. Em 1992, foi regravada e remixada pelo produtor de house music Steve "Silk" Hurley, e apresenta a atriz Kim Basinger ao lado de Ozzy Osbourne regravada nos vocais. Apareceu no álbum de compilação do grupo, "Hello Dad ... Estou na prisão".

## Single
CD "(BMG) 27/09/2003
| #  | Título                               | Composição | Produção   |
| -- | ------------------------------------ | ---------- | ---------- |
| 1. | "Shake Your Head (Radio Edit)"       | C.C. Catch | C.C. Catch |
| 2. | "Shake Your Head(Extended Club Mix)" | C.C. Catch | C.C. Catch |
| 3. | "Shake Your Head 2003"               | C.C. Catch | C.C. Catch |
| 4. | "How Does It Feel"                   | C.C. Catch | C.C. Catch |
| 5. | "Spring"                             | C.C. Catch | C.C. Catch |

## Tabelas de vendas
| \| País (2003) \| Melhor posição \| \| ----------- \| -------------- \| \| Espanha[1] \| 12 \| 1. Predefinição:C.C. Catch |                |
| País (2003) | Melhor posição |
| Espanha | 12             |